# Rhinopoma muscatellum
Rhinopoma muscatellum — вид рукокрилих родини Підковикові (Rhinolophidae).

## Поширення
Країни проживання: Афганістан, Індія, Іран, Оман, Пакистан, Ємен. Лаштує сідала в печерах і старих чи покинутих будівлях, як поодинці так і групами до кількох сотень особин. Записаний в посушливих і напівпосушливих районах, іноді на пшеничних полях і аналогічних орних площах, де харчується жуками.

## Загрози та охорона
Загрози для цього виду погано відомі. Поки не відомо, чи вид присутній на охоронних територіях.